# Susanna Lehtinen
Susanna Minttu Maria Lehtinen (Helsinki, 8 maggio 1983) è un'ex calciatrice finlandese, difensore del KIF Örebro DFF per le ultime otto stagioni e della Nazionale finlandese..

## Carriera

### Nazionale
Susanna Lehtinen viene convocata nelle giovanili della Nazionale finlandese dal 2001, prima con le Under-18 e poi, due anni più tardi, con le Under-19.
Con le Under-18 debutta il 9 aprile 2001, sua unica presenza in quella rappresentativa, nella partita persa per 0 a 2 contro le pari età dei Paesi Bassi in occasione del terzo turno dei Europei di categoria 2003. Con le nazionali U-19 totalizzerà 5 presenze realizzando una rete.
In seguito viene selezionata anche per la Under-19, nella quale conta 3 presenze.
Il debutto nella Nazionale maggiore avviene nel 2005, in occasione della partita giocata il 24 settembre contro la Polonia e vinta per 3 a 1 nell'ambito delle qualificazioni al Campionato mondiale femminile di calcio 2011. Da allora viene convocata regolarmente.
Oltre ad aver disputato, raggiungendo le fasi finali, il campionato europeo femminile di calcio 2009 e 2013, venne impiegata nelle fasi di qualificazione al Campionato mondiale femminile di calcio nel 2011 e 2015, senza raggiungere la qualificazione.
Vanta inoltre presenze in alcune edizioni dell'Algarve Cup.